# Trematopygus ruficornis
Trematopygus ruficornis är en stekelart som först beskrevs av Zetterstedt 1838.  Trematopygus ruficornis ingår i släktet Trematopygus och familjen brokparasitsteklar. Arten är reproducerande i Sverige. Inga underarter finns listade i Catalogue of Life.